# Joachim Ziegler
Joachim Ziegler (* 18. Oktober 1904 in Hanau; † 2. Mai 1945 in Berlin) war ein deutscher SS-Brigadeführer und Generalmajor der Waffen-SS und zuletzt Kommandeur der 11. SS-Freiwilligen-Panzergrenadier-Division „Nordland“.

## Leben
Joachim Ziegler wurde 1904 als Sohn eines Polizeibeamten geboren. Er trat 1923 in die Reichswehr ein. Während des Spanischen Bürgerkrieges wurde er als Mitglied der Legion Condor mit dem Spanienkreuz ausgezeichnet.
Zu Beginn des Zweiten Weltkrieges war er als Hauptmann der Wehrmacht zum Adjutant der 3. Panzer-Brigade der 3. Panzer-Division kommandiert.
Am 1. Juni 1943 wurde Ziegler von der Wehrmacht zur Waffen-SS kommandiert (SS-Nummer 491.403) und diente ab dem 20. Juni 1943 als Chef des Generalstabes des III. germanischen SS-Panzer-Korps. Am 9. November 1943 wurde ihm für die Dauer der Kommandierung bei der Waffen-SS die Erlaubnis erteilt, die Uniform eines SS-Oberführers zu tragen. Als Nachfolger des gefallenen SS-Gruppenführers und Generalleutnants der Waffen-SS Fritz von Scholz übernahm er die 11. SS-Freiwilligen-Panzergrenadier-Division „Nordland“ und wurde am 1. August 1944 als SS-Brigadeführer vollends in die Waffen-SS übernommen. Wegen seines eigenmächtigen Führungsstils wurde er am 25. April 1945 als Divisionskommandeur abgelöst.
Joachim Ziegler fiel am 2. Mai 1945 bei den Ausbruchskämpfen aus Berlin im Bereich des Humboldthaines. Sein Grab befindet sich auf dem Alten Friedhof in Darmstadt.

## Auszeichnungen
- Spanienkreuz
- Eisernes Kreuz (1939) II. Klasse am 23. September 1939
- Eisernes Kreuz (1939) I. Klasse am 28. Juni 1940
- Deutsches Kreuz in Gold am 14. März 1943[2]
- Ritterkreuz des Eisernen Kreuzes mit Eichenlaub[2]
  - Ritterkreuz am 5. September 1944
  - Eichenlaub am 28. April 1945 (ohne Verleihungsnummer)